# Open spel
Het open spel is in het schaken een openingscategorie waaronder men alle openingen schaart die beginnen met de zetten 1.e4 e5.
Naast het open spel kent men nog vier andere categorieën:
- Halfopen spel: alle openingen die beginnen met 1. e4, maar waarbij zwart niet antwoordt met 1. ...e5
- Gesloten spel: alle openingen die beginnen met 1. d4 d5
- Halfgesloten spel: alle openingen die beginnen met 1. d4, maar waarbij zwart niet antwoordt met 1. ...d5
- Flankspel: alle openingen waarbij de eerste zet van wit niet 1. e4 of 1. d4 is.

## Veel voorkomende open spelen
De meest voorkomende open spelen zijn:
| Spaans         | 1.e4 e5 2.Pf3 Pc6 3.Lb5     |
| Koningsgambiet | 1.e4 e5 2.f4                |
| Italiaans      | 1.e4 e5 2.Pf3 Pc6 3.Lc4 Lc5 |
| Russisch       | 1.e4 e5 2.Pf3 Pf6           |
| Schots         | 1.e4 e5 2.Pf3 Pc6 3.d4      |
| Philidor       | 1.e4 e5 2.Pf3 d6            |
| Weens          | 1.e4 e5 2.Pc3               |

## Minder bekende open spelen
Daarnaast zijn er minder vaak gespeelde openingen die onder de categorie open spel vallen:
| Mengariniopening                     | 1.e4 e5 2.a3                |
| Indische opvang                      | 1.e4 e5 2.d3                |
| Fianchetto met de witte koningsloper | 1.e4 e5 2.g3 en 3.Lg2       |
| Napoleonopening                      | 1.e4 e5 2.Df3               |
| Patzeropening                        | 1.e4 e5 2.Dh5               |
| Loperspel                            | 1.e4 e5 2.Lc4               |
| Alapinopening                        | 1.e4 e5 2.Pe2               |
| Dameverdediging                      | 1.e4 e5 2.Pf3 De7           |
| Damianoverdediging                   | 1.e4 e5 2.Pf3 f6            |
| Tweepaardenspel                      | 1.e4 e5 2.Pf3 Pc6           |
| Ponzianiopening                      | 1.e4 e5 2.Pf3 Pc6 3.c3      |
| Dresder opening                      | 1.e4 e5 2.Pf3 Pc6 3.c4      |
| Barczaysysteem                       | 1.e4 e5 2.Pf3 Pc6 3.d3      |
| Konstantinopolsky                    | 1.e4 e5 2.Pf3 Pc6 3.g3      |
| Hongaarse verdediging                | 1.e4 e5 2.Pf3 Pc6 3.Lc4 Le7 |
| Hanhamopening                        | 1.e4 e5 2.Pf3 Pc6 3.Le2     |
| Driepaardenspel                      | 1.e4 e5 2.Pf3 Pc6 3.Pc3     |
| Vierpaardenspel                      | 1.e4 e5 2.Pf3 Pc6 3.Pc3 Pf6 |

## Gambieten in open spelen
Binnen de open spelen is een groot aantal gambieten bekend; zie hiervoor gambieten in open spelen.